# Synsphyronus ellenae
Espèce
Synsphyronus ellenae est une espèce de pseudoscorpions de la famille des Garypidae.

## Distribution
Cette espèce est endémique du Wheatbelt en Australie-Occidentale. Elle se rencontre dans la réserve Kokerbin Rock et la réserve du mont Caroline.

## Description
Le mâle holotype mesure 4,03 mm et la femelle paratype 5,38 mm, les mâles mesurent de 3,63 à 4,03 mm et les femelles de 4,75 à 5,38 mm.

## Étymologie
Cette espèce est nommée en l'honneur d'Ellen Harvey.

## Publication originale
- Harvey, 2011 : Two new species of Synsphyronus (Pseudoscorpiones: Garypidae) from southern Western Australian granite landforms. Records of the Western Australian Museum, vol. 26, no 1, p. 11-22 (texte intégral).